# 维勒帕伊
维勒帕伊（法語：Villepail，法語發音：[vilpaj]）是法国马耶讷省的一个市镇，属于马耶讷区。

## 地理
维勒帕伊（48°23'46"N, 0°16'1"W）面积15.7 平方千米，位于法国卢瓦尔河地区大区马耶讷省，该省份为法国西北部内陆省份，北起芒什省和奧恩省，西接伊勒-维莱讷省，南至曼恩-卢瓦尔省，东临萨尔特省。
与维勒帕伊接壤的市镇（或旧市镇、城区）包括：圣西尔昂帕伊、弗罗贝河畔克雷讷、雅夫龙-莱沙佩勒、普雷昂帕伊-圣桑松。

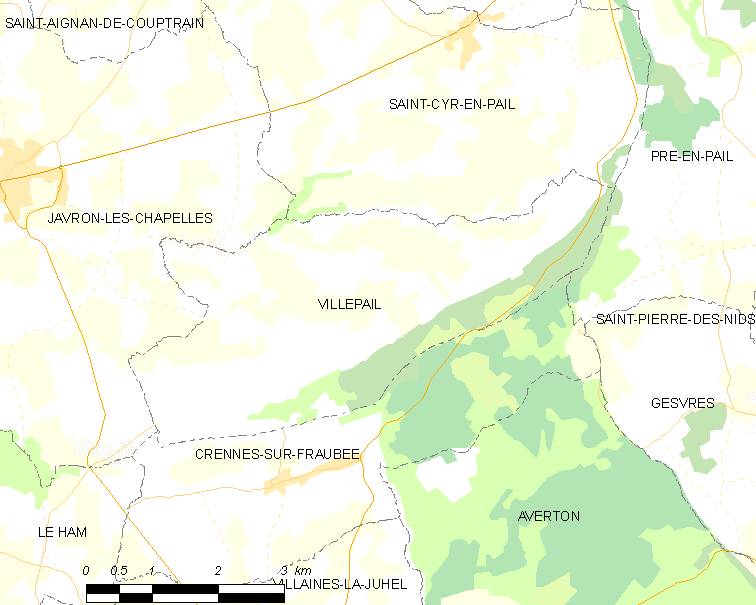
维勒帕伊的OSM定位图

维勒帕伊的时区为UTC+01:00、UTC+02:00（夏令时）。

## 行政
维勒帕伊的邮政编码为53250，INSEE市镇编码为53272。

## 政治
维勒帕伊所属的省级选区为维莱讷拉瑞埃勒县。

## 人口

1962-2008年间维勒帕伊人口变化图示

维勒帕伊于2022年1月1日时的人口数量为192人。